# Équipe de république d'Irlande des moins de 20 ans de football
Maillots
L'équipe de république d'Irlande des moins de 20 ans de football est une sélection de joueurs de moins de 20 ans au début des deux années de compétition placée sous la responsabilité de la Fédération d'Irlande de football. Son meilleur résultat en Coupe du monde est une troisième place acquise en 1997.
Elle ne participe pas au Championnat d'Europe de football des moins de 19 ans qualificatif pour la Coupe du monde ; c'est l'équipe des moins de 19 ans qui est convoquée.

## Parcours en Coupe du monde des moins de 20 ans
- 1977 : Non qualifié
- 1979 : Non qualifié
- 1981 : Non qualifié
- 1983 : Non qualifié
- 1985 : 4e en phase de groupe
- 1987 : Non qualifié
- 1989 : Non qualifié
- 1991 : 3e en phase de groupe
- 1993 : Non qualifié
- 1995 : Non qualifié
- 1997 :
- 1999 : Huitième de finale
- 2001 : Non qualifié
- 2003 : Huitième de finale
- 2005 : Non qualifié
- 2007 : Non qualifié
- 2009 : Non qualifié
- 2011 : Non qualifié
- 2013 : Non qualifié
- 2015 : Non qualifié
- 2017 : Non qualifié

## Palmarès
- Coupe du monde de football des moins de 20 ans :
  - Troisième (1) : 1997.